# Julius Albert Gruchot
Julius Albert Gruchot (* 19. März 1805 in Frankenstein, Provinz Schlesien; † 9. Oktober 1879 in Hamm) war ein deutscher Rechtswissenschaftler und Jurist.

## Leben
Gruchot wurde als Sohn eines Steuereinnehmers im niederschlesischen Frankenstein geboren. Er besuchte das Gymnasium in Brieg, das er 1823 mit dem Abitur verließ. Von Herbst 1823 bis Herbst 1825 studierte er an der Universität Heidelberg Rechtswissenschaften und beendete das Studium 1826 an der Universität Breslau. Noch im September gleichen Jahres bestand er die Erste juristische Staatsprüfung und wurde am 24. Oktober 1826 als Auskulator am Stadtgericht Breslau in den preußischen Justizdienst übernommen.
Ende Mai 1829 absolvierte Gruchot erfolgreich die Zweite juristische Staatsprüfung und wurde zum Referendar ernannt. Als solcher arbeitete er längere Zeit bei den Inquisitoriaten in Breslau und Brieg, sowie als Vertreter des erkrankten Inquisitors, die damalige Bezeichnung für einen Staatsanwalt, in Langenbielau. Den Vorbereitungsdienst für die dritte juristische Staatsprüfung, den er durch eine schwere Krankheit längere Zeit unterbrechen musste, absolvierte er am Landesgericht Breslau. Anfang Februar 1834 legte er die dritte juristische Staatsprüfung ab. Im Oktober 1834 wurde Gruchot die Verwaltung einer Hilfsrichterstelle im westfälischen Hagen übertragen, wo ihm im Februar 1835 eine Assessorstelle verliehen wurde. Noch im gleichen Jahr wurde er als solcher nach Soest versetzt.
Im Juni 1847 wurde Gruchot in Soest zum Land- und Stadtgerichtsrat ernannt und im April 1849 zum Hilfsarbeiter am Appellationsgericht in Hamm befördert. Im Juli 1853 wurde er dort zum Appellationsgerichtsrat ernannt. In dieser Stellung verblieb er bis zu seiner Pensionierung. Eine höherbezahlte Anstellung als Direktor des Kreisgerichtes in Greifswald lehnte er 1856 ab, ebenso die Anfragen des Preußischen Justizministeriums von 1864 und 1866, ob er als Mitglied dem Obertribunal beitreten möchte.
In Hamm hatte er Zeit für rechtswissenschaftliche Forschungen und Umgang mit zahlreichen juristischen Kollegen. Außerdem wurde ihm die Verwaltung der Gerichtsbibliothek übertragen. Er gehörte 1857 zu den Mitbegründern und Herausgebern der Zeitschrift Beiträge zur Erläuterung des Preußischen Rechts durch Theorie und Praxis, für die er selbst viele Beiträge verfasste. 1861 verlieh ihm die juristische Fakultät der Breslauer Universität die Ehrendoktorwürde. Aus gesundheitlichen Gründen musste er 1870, und erneut 1872, seine gerichtliche Tätigkeit für mehrere Monate unterbrechen. Er sah sich veranlasst, um seine Versetzung in den Ruhestand nachzusuchen, die ihm am 1. April 1873 gewährt wurde. Für seine Verdienste wurde er gleichzeitig zum Geheimen Justizrat ernannt. Die Redaktion seiner Zeitschrift übernahm er noch bis Ende 1876. Sein Mitherausgeber, der Jurist Oscar Küntzel, verfasste den Nekrolog, der 1880 in den Beiträgen veröffentlicht wurde.
Julius Albert Gruchot starb am 9. Oktober 1879, im Alter von 74 Jahren, in Hamm. Er war seit 1836 in erster Ehe mit Auguste Huge, der Tochter des Steuerinspektors Huge aus Breslau verheiratet. Seine Frau starb aber schon ein Jahr später. 1840 ehelichte er Elise Amecke, die Tochter des Zollkommissars Amecke aus Menden.

## Veröffentlichungen (Auswahl)
- Preußisches Erbrecht, in Glossen zum Allgemeinen Landrecht auf römischer und germanischer Grundlage, unter Berücksichtigung der neueren Gesetzgebungen.
  - Band 1. Berlin 1865, (Digitalisat. Band 1)
  - Band 2. Berlin 1866, (Digitalisat. Band 2)
  - Band 3. Berlin 1867, (Digitalisat. Band 3)
- Die Lehre von der Zahlung der Geldschuld nach heutigem deutschen Rechte. Berlin 1871. (Digitalisat.)